# Am Eichberg 37

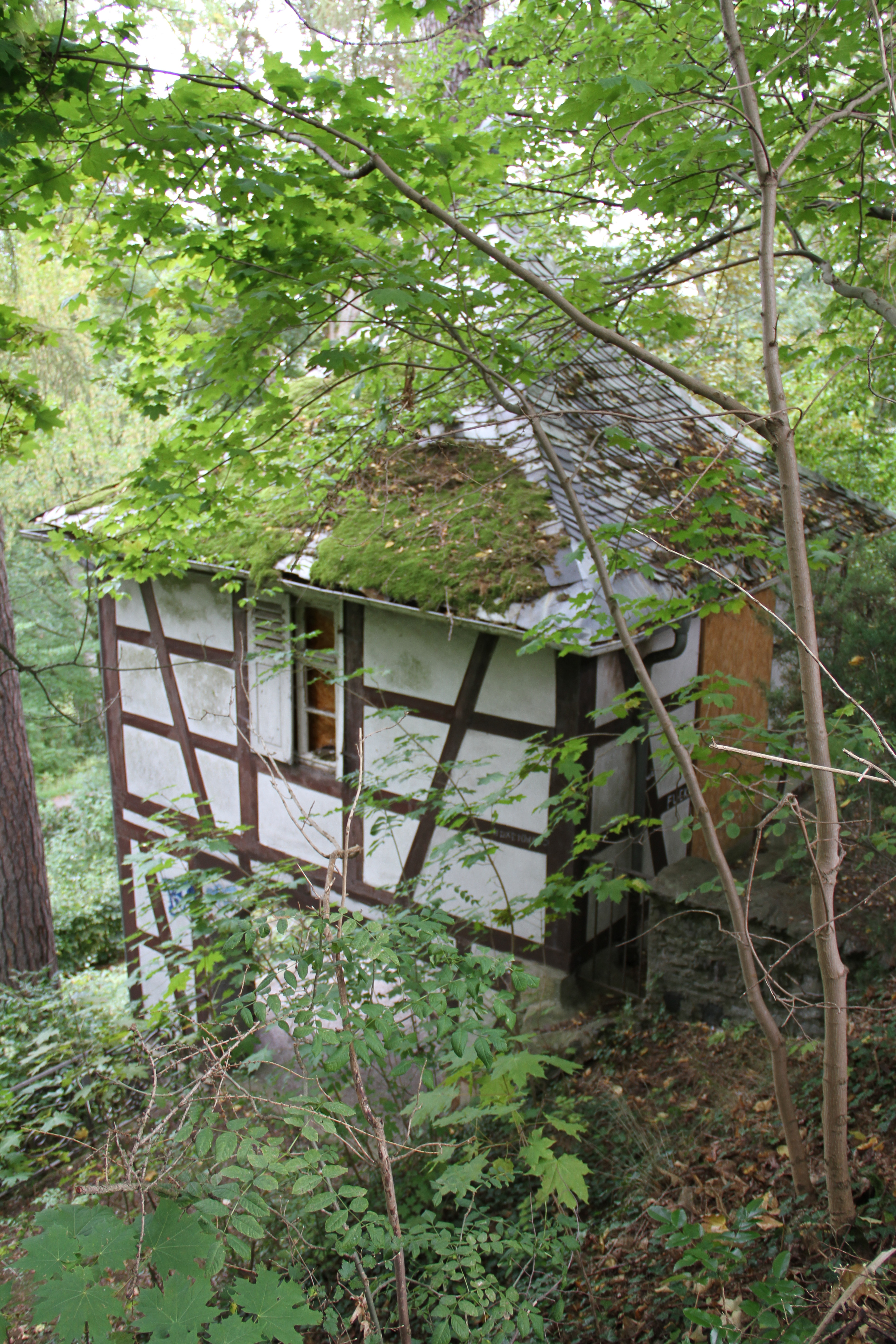
Gebäude Am Eichberg 37 in Lauterbach

Das Gartenhaus Am Eichberg 37 in Lauterbach, einer Stadt im Vogelsbergkreis in Mittelhessen, wurde um 1800 errichtet. Das auch als Puppenhaus bezeichnete Gebäude ist ein geschütztes Baudenkmal.

## Beschreibung
Der Bau ist heute in den Stadtpark integriert. Er wurde um 1800 als bürgerliches Gartenhaus für den Rat Dieffenbach erbaut. Über quadratischem Grundriss steht ein zweigeschossiger Fachwerkbau, der mit einem schiefergedeckten Zeltdach mit bekrönendem Knauf abschließt. Das Erdgeschoss des an den felsigen, teilweise durch Trockenmauern gestützten Hang angebauten Hauses ist an drei Seiten geöffnet. Der Zugang befindet sich rechts hinter einem schmiedeeisernen Geländer in Rokokoformen mit Monogrammen.